# Золотолобый дятелок
Золотолобый дятелок (лат. Picumnus aurifrons) — вид птиц из семейства дятловых. Распространены в Боливии, Бразилии, Колумбии и Перу. Известен как самый небольшой по размеру представитель семейства. Длина типичной взрослой особи всего 7,5 см, а масса тела — 8—10 г. Общая окраска желтовато-зелёная с горизонтальными полосками на груди и вертикальными полосами на брюхе. У самцов чёрный затылок с жёлтыми полосами (в основном на лбу) и белыми пятнами. Ареал велик и в разных его частях существует несколько подвидов. Обитает в тропических и субтропических влажных низменных лесах, иногда в заболоченных лесах. О жизненном цикле и экологии этих птиц известно немногое.

## Классификация
Выделяют 7 подвидов:
- P. a. flavifrons Hargitt, 1889 — северо-восток Перу и запад Бразилии.
- P. a. juruanus Gyldenstolpe, 1941 — восток Перу, север Боливии и запад Бразилии
- P. a. purusianus Todd, 1946 — запад Бразилии.
- P. a. wallacii Hargitt, 1889 — среднее и нижнее течение реки Пурус и нижнее течение реки Мадейры.
- P. a. borbae Pelzeln, 1870 — нижнее течение реки Мадейры и нижнее течение реки Тапажос.
- P. a. transfasciatus Hellmayr & Gyldenstolpe, 1937 — реки Тапажос и Токантинс.
- P. a. aurifrons Pelzeln, 1870 — северо-запад Бразилии (штат Mato Grosso) от верхнего течения реки Мадейры до верхнего течения реки Тапажос.

МСОП присвоил виду охранный статус «Виды, вызывающие наименьшие опасения».